# Zabytkowy Zakład Hutniczy w Maleńcu
Zabytkowy Zakład Hutniczy znajduje się we wsi Maleniec w powiecie koneckim w północno-zachodniej części województwa świętokrzyskiego. Mieści się w zespole budynków fabrycznych dawnej walcowni i gwoździarni. Placówka jest jednostką organizacyjną powiatu koneckiego.

## Historia

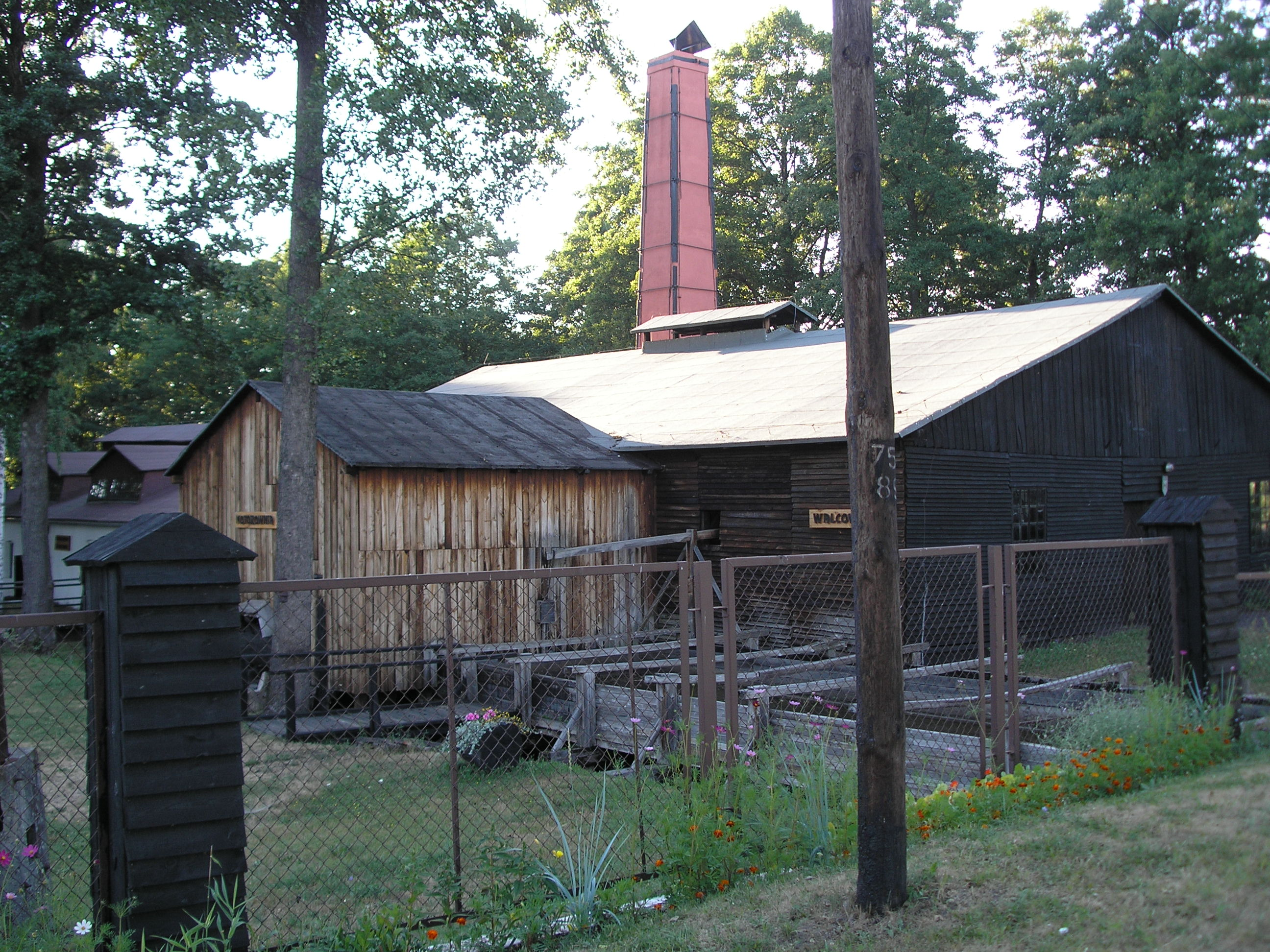
Drewniany budynek malenieckiej walcowni

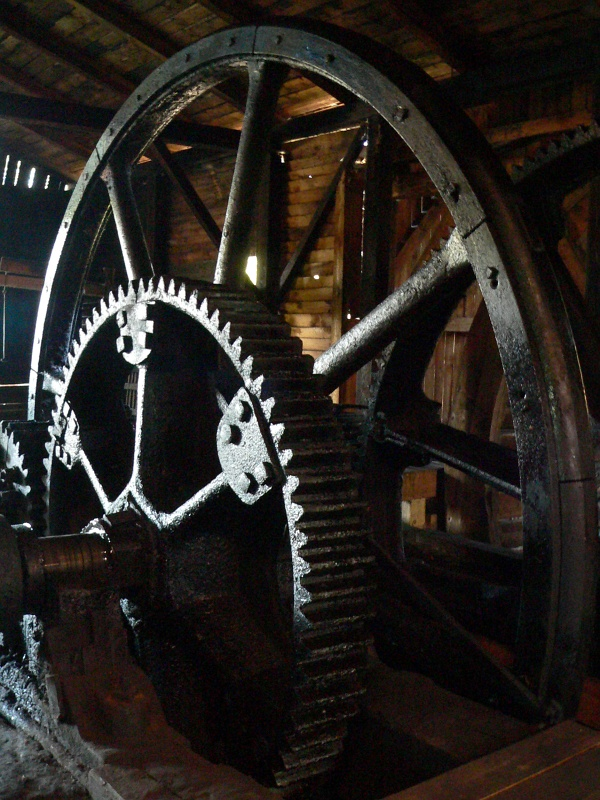
„Szaleniec” – koło zamachowe napędzające walcarnię oraz gwoździarnię w Maleńcu

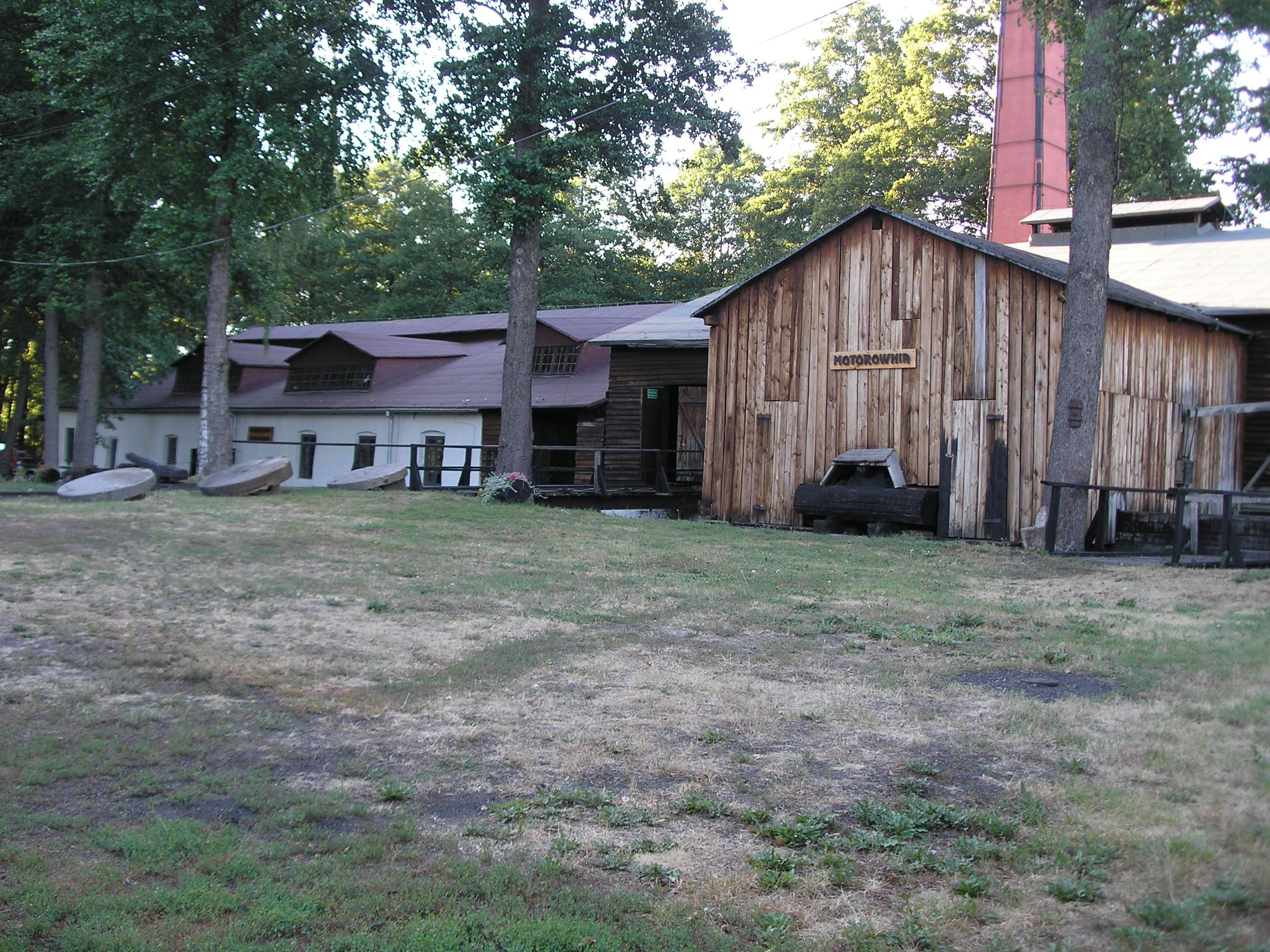
Dziedziniec wewnętrzny zakładu. Przylegająca do walcowni motorownia zasilana wodą oraz murowana gwoździarnia

W 1782 roku kasztelan Jacek Jezierski herbu Nowina nabył od Prażmowskiego za pół miliona złotych dobra malenieckie, znajdujące się niedaleko Końskich w Zagłębiu Staropolskim. Na ich terenie znajdowały się bogate złoża rudy żelaza, natomiast w sąsiedniej Miedzierzy funkcjonował już wówczas wielki piec. Jezierski zamierzał rozwinąć w zakupionym majątku produkcję przemysłową, wiążąc swoje plany z projektem Sejmu Czteroletniego, który uchwalił zwiększenie liczebności armii polskiej do 100 tysięcy. W 1784 roku kasztelan spiętrzył wody przepływającej przez Maleniec rzeki Czarnej i utworzył istniejący do dziś staw o pow. 16 ha. Woda miała stanowić źródło energii dla planowanych zakładów oraz warsztatów. Z pomocą upustów wodnych stała się ona później – dzięki kołom wodnym – źródłem energii dla wybudowanych przez Jezierskiego młyna, tartaka oraz fryszerni. W sąsiednim Kawęczynie kasztelan wybudował także wielki piec.
Celem kasztelana Jezierskiego było zaspokajanie krajowego popytu na narzędzia używane w życiu codziennym, takie jak noże czy kosy oraz broń białą, np. szable. Dzięki rozwojowi malenieckich zakładów zamierzał on uniezależnić Polskę od importu tych produktów z zagranicy. W Maleńcu produkowano wówczas surowiec do wyrobu przedmiotów ze stali w postaci sztab, blach, drągów i prętów stalowych oraz drutów. Wytwarzane były również gotowe przedmioty skierowane do masowego odbiorcy jak narzędzia gospodarskie – topory, siekiery, piły, pilniki, kosy i widły, a także asortyment różnego rodzaju żelaznych naczyń kuchennych i stołowych, młynki, zgrzebła, łyżki blaszane, łopatki. Manufaktura wytwarzała także broń sieczną jak znane z dobrej jakości pałasze. Jezierski miał jednak kłopot ze zwiększeniem sprzedaży swojej produkcji ponieważ musiał konkurować z dużym importem z zachodniej Europy, a państwo nie wspierało wówczas krajowej produkcji przemysłowej.
15 lipca 1787 roku na zaproszenie Jezierskiego dobra malenieckie odwiedził król Stanisław August Poniatowski, który obejrzał zakłady produkcyjne oraz przedmioty z żelaza wyprodukowane przez polskich fabrykantów pracujących w Maleńcu. Relację z tych odwiedzin sporządził polski pisarz Adam Tadeusz Naruszewicz:

„Nayiaśniejszy Pan odwiedził naprzód założony tartak o kilku piłach, (...) szedł potym do innych dwóch gmachów z murów wyprowadzonych, z których w iednym mają się ciągnąć druty, w drugim założona była fryszerka na iedenaście młotów. (...) Oglądał dalej Nayjaśniejszy Pan machiny do dźwigania w górę ciężarów i wyrywania drzew z korzenia (...) następnie dom gospodarski, w którym J. Pan Kasztelan prezentował Nayjaśniejszemu Panu różne gatunki żelaznych naczyń gospodarczych, kuchennych i stołowych z domowego żelaza przez domowych fabrykantów sporządzonych. Zdziwiło wszystkich przytomnych to mieysce puste przed trzema laty i niedostępne, które staranna, kosztowna i pożyteczna dla kraiu czynność J. Pana Kasztelana w porządne miasteczko i tak okazałą fabrykę, tudzież stawy, groble, kanały i ogrody zamieniła”
Adam Naruszewicz (1733-1796) polski pisarz

Działalność produkcyjna w Maleńcu została przerwana w 1794 roku z powodu działań wojennych podczas insurekcji kościuszkowskiej, która objęła swoim zasięgiem dużą część ziemi kieleckiej. W roku 1800 kasztelan Jezierski zmuszony został do sprzedaży dóbr malenieckich, które nabył książę hesko-darmsztadzki Karol. Nowy właściciel eksploatował fabrykę, nie wprowadzając w niej żadnych modernizacji.
W 1824 roku dobra nabył eksoficer armii napoleońskiej Tadeusz Bocheński, który osiedlił się w Maleńcu, wprowadzając w miejscowych manufakturach szereg innowacji oraz znacznie rozbudowując potencjał produkcyjny. Obecny budynek zachowanego zakładu, mieszczący muzeum, został wzniesiony około 1837 roku z inicjatywy Bocheńskiego, który dodatkowo wybudował pudlingarnię i walcownię w sąsiedniej Rudzie Malenieckiej. W Maleńcu natomiast wzniósł walcownię blachy, topornię, fryzownię oraz dwie fryszerki, a kolejne dwie unowocześnił. Dzięki nowym piecom produkcja malenieckich zakładów w 1840 roku zwiększyła się do 40 tys. cetnarów (ok. 2 tys. ton) surówki. W 1844 roku Bocheński zwolnił włościan w swoich dobrach z pańszczyzny i zadbał o opiekę lekarską swoich pracowników, zatrudniając lekarza, któremu przydzielił mieszkanie służbowe w Cieklińsku. W 1844 roku w zakładach Bocheńskiego pracowało w sumie 150 robotników, a wartość produkcji wyniosła 93,2 tys. rubli. Do końca lat czterdziestych XIX wieku były to najnowocześniejsze prywatne zakłady górniczo-hutnicze w Królestwie Polskim.
Po zakończeniu kampanii wrześniowej zakład w Maleńcu przejęli Niemcy. Zakład został częściowo zniszczony przez wybuch min założonych na mostach przez wojsko polskie. Niemcy usunęli szkody i zamontowali silnik spalinowy, ponieważ okresowe niedobory wody uniemożliwiały ciągłą produkcję. Silnik zasilał maleniecki zakład w okresach suchych. Pod niemieckim nadzorem fabryka pracowała przez cały okres niemieckiej okupacji Polski. W 1945 roku wycofujący się z Maleńca Niemcy wysadzili w powietrze mosty oraz wodny system zasilania fabryki.

### Okres powojenny
Po II wojnie światowej okoliczna ludność pod kierunkiem inż. Ciopika z Nieborowa z własnej inicjatywy przystąpiła do odbudowy i zakład wznowił działalność częściowo na starym XIX wiecznym parku maszynowym. Już w maju 1945 roku uruchomiono w fabryce produkcję szpadli oraz okuć okiennych pod kierownictwem Władysława Stalmacha. Załoga liczyła wówczas 120 pracowników, którzy pracowali na trzy zmiany. W wyniku nacjonalizacji przemysłu w 1946 roku zakład został upaństwowiony dekretem z dnia 3 stycznia 1946 roku. Produkcja była kontynuowana przez następne 21 lat do roku 1967. W okresie powojennym zakład produkował miesięcznie ok. 50 tys. łopat i szpadli stając się podstawowym źródłem zaopatrzenia w narzędzia m.in. odbudowującą się ze zniszczeń wojennych Warszawę. Część produkcji malenieckiego zakładu szła w tym czasie również na eksport. Do roku 1951 zakład produkował również wycinane z blachy gwoździe. W listopadzie 1967 roku zakończono produkcję i został on ostatecznie zamknięty. W momencie tym w jego skład wchodziły budynki produkcyjne, które obejmowały dwie hale – walcownię oraz gwoździarnię pełniącą również funkcje szpadlarni.
W 1967 roku uznany został za zabytek, a rok później pełnił funkcję placówki edukacyjnej dla studentów Politechniki Śląskiej, którzy zajęli się konserwacją oraz zabezpieczeniem parku maszynowego fabryki. W 2004 roku zakład przejął syndyk masy upadłościowej oraz wystawił zakład na sprzedaż w ramach przetargu. Zarząd Powiatu Koneckiego zdecydował się na zakup tworząc w miejscu fabryki muzeum – samorządową instytucję kultury mającą na celu upowszechnianie dziedzictwa narodowego oraz prowadzenie działalności kulturalnej.

## Muzeum
21 czerwca 1967 roku kompleks został oficjalnie uznany za zabytek techniki i pod pozycją numer 340 wpisany do rejestru zabytków ówczesnego województwa kieleckiego. Opuszczonym obiektem rok później zainteresowała się grupa studentów Wydziału Metalurgicznego Politechniki Śląskiej. Ich działania doprowadziły do podpisania w 1970 roku porozumienia, na mocy którego zakład przeszedł pod opiekę uczelni. Rozpoczęto działania mające na celu ratowanie obiektu, w ramach których wykonano m.in. dokumentację obiektu, remont części maszyn i urządzeń oraz budynków. Prace odbywały się pod nadzorem Świętokrzyskiego Wojewódzkiego Konserwatora Zabytków w Kielcach oraz z pomocą zakładów przemysłowych branży hutniczej (m.in. ZUT Zgoda w Świętochłowicach, POLMO w Końskich, Huty Ostrowiec oraz Huty Katowice w Dąbrowie Górniczej).
Obecnie patronat nad zabytkiem sprawują Koło Naukowe Studentów Politechniki Śląskiej „Fryszernia” w Gliwicach oraz Stowarzyszenie Przyjaciół Zabytków Techniki „Maleniec”. W muzeum prezentowane są kompletne i sprawne technologicznie linie produkcyjne walcowni oraz produkcji narzędzi gospodarczych (gwoździe, łopaty). Uruchomienie urządzeń jest możliwe przy odpowiednim spiętrzeniu wody w przyzakładowym zbiorniku. W skład wystawy wchodzą również inne urządzenia metalurgiczne oraz wyroby zakładu. Oprócz prezentacji zbiorów techniki, placówka organizuje wystawy czasowe, prezentowane w salach wystawowych. Muzeum jest obiektem czynnym przez cały rok.
Na terenie obiektu odbywają się także imprezy kulturalne oraz historyczne rekonstrukcje. W 2007 roku odbyła się impreza pt. "Kuźnice Koneckie 2007" w ramach której odbył się piknik oraz inscenizacja historyczna przedstawiająca wizytę Króla Stanisława Augusta Poniatowskiego w Maleńcu jaka odbyła się w roku 1787. Na obozy studenckie do Maleńca co roku przez wiele lat przyjeżdżali w czasie wakacji studenci Politechniki Śląskiej, którzy pracując nad rekonstrukcją maszyn i budynków naprawili, zrekonstruowali oraz uruchomili wiele urządzeń. Fabryczne urządzenia są obecnie w tak dobrym stanie, że park maszynowy jest sporadycznie uruchamiany i prezentowany w ramach pokazów dla turystów.

### Ekspozycja
Malenieckie Muzeum Techniki eksponuje stare, historyczne technologie produkcyjne przetwórstwa żelaza z XVIII i XIX wieku, w skład których wchodzą cztery zabytkowe elementy:
- układ hydroenergetyczny składający się z zapory ziemnej długości 1630 metrów tworzący kilkuhektarowy zbiornik wodny:
  - system jazów wodnych z upustem zasilającym,
  - dwa koryta doprowadzające wodę na koła wodne,
  - wewnętrzny układ napędu fabryki złożony z kół drewnianych i zębatych,
- dwie hale produkcyjne:
  - walcownię wraz z przylegającą do budynku motorownią – o powierzchni 320 m², drewnianą na podmurówce z kamienia, z dwuspadowym dachem o rozpiętości 15 m z wywietrznikiem biegnącym wzdłuż całej długości,
    - „Szaleniec” – koło zamachowe napędzające walcarnię oraz gwoździarnię w Maleńcu. Swój przydomek otrzymał od pracowników ze względu na dużą prędkość obrotową. Otrzymywał tak dużą energię z napędu wodnego, że w trakcie pracy kręcące się szprychy stawały się niewidoczne.
    - trzykomorowy piec grzewczy,
    - walcarka duo nienawrotna wyprodukowana w Starachowicach w 1843 roku,

  - gwoździarnię (zwana też szpadlarnią) – o powierzchni 500 m², murowaną z kamienia,
    - torowisko dla wózków szynowych,
    - pasowy system napędowy głównego wału transmisyjnego,
    - stanowisko kuźnicze wraz z prasą,
    - dwie gwoździarki z 1840 roku,
    - wiertarka z XVIII w. o konstrukcji drewnianej z podnoszonym stołem,
    - młot sprężynowy,
    - nożyce mechaniczne,
    - zespół szlifierek,
- osiedle fabryczne (szczątkowo)
  - dziedziniec na którym eksponowane są maszyny m.in. kafar,
  - budynki mieszkalne, w których prowadzony jest obecnie hotel,
- drogę kasztelańską (szczątkowo)